# アルゼンチン共産党
アルゼンチン共産党（アルゼンチンきょうさんとう、Partido Comunista de la Argentina、略称：PCA、以下「共産党」）はアルゼンチンの共産主義政党である。

## 概要
1918年1月6日に当時のアルゼンチン社会党から分派したビクトリオ・コドビーリャら極左グループによって、前年のロシア革命に連動する形で創設された。
党首（総書記）は1989年よりパトリシオ・エチェガライ（元ブエノスアイレス市議会議員）が務めており「共産主義青年連合会」などを傘下に置く。機関誌としては、週報「我々の提案」の他、冊子「マルクス主義者の手帳」(共にエチェガライ党首自らが監修）などを不定期に出版しているが、いずれの刊行物も現在は党の公式ホームページで電子版の閲覧とダウンロード保存（PDFドキュメント）が可能となっている。中南米・カリブ海地域の社会主義・社会民主主義政党の協力機構である「サンパウロ・フォーラム」に加盟（1990 - )。
結党時以来、ソビエト連邦共産党（アルゼンチン共産党の発足当時はロシア共産党）とは親密な関係にあり、ヨシフ・スターリン政権期も両者の繋がりは不変であった。この事を理由にアルゼンチン国内の他の左翼政党の間では常に非難の対象とされてきたが、1970年代のラテン・アメリカ諸国で頻発したゲリラ闘争には関与していない。
1968年1月、内部の路線対立で共産党を離れた最左グループ（党員4千人規模）が「革命共産党」を結成、以来現在まで党の再統一は実現していない。
急逝した夫フアン・ペロンから大統領職を引き継ぐ（1974年）も、政治家としての才覚は皆無で国民生活を大混乱に陥らせたイサベル・ペロンの政権をクーデター（1976年）で倒した軍部に対しては支持の立場を表明した事もあり、解散命令などによって無力化された他の社会主義政党と異なり、軍事政権発足後も政党としての活動が「表向きは」容認されていたが、軍による直接統治に批判的な国際社会に向けて政治的な寛容性をアピールする為のポーズに過ぎなかったとされ、実際には多くの活動家が抑圧の対象となっている（「汚い戦争」を参照）。
1986年の第16回党大会で若年活動家らを中心に「過去の過ち」に対する自己批判・検証の動きが表面化。民主集中制の放棄を含む党綱領の大幅な見直しへと進んだ。アルゼンチン出身のエルネスト・チェ・ゲバラら武闘革命家の肖像画は撤去され、1987年には活動家マルセロ・フェイトの名誉が回復された。

## 「統一左翼」期以降
1987年に「社会主義運動」（当時）と共に政党連合「統一左翼」を結成。国政選挙で40万票前後を獲得するなど善戦したが、内部対立により解散（1991年）。
他の親ソ系政党同様、1991年のソビエト連邦の崩壊で後ろ盾を失った共産党は深刻な状況に陥るが、この頃よりキューバ共産党との連携が強化されるようになる。
1996年の臨時党大会中に分裂騒動が置き、離脱メンバーらによってアルゼンチン共産党 (臨時党大会派)（PCCE)が急遽結成された。PCCE側が党章のデザインと機関誌の名称（「我々の言葉」）を無断で共産党のそれらと同一にした為、共産党は党章の刷新を強いられ、機関誌の名称も現行の「我々の提案」に改めた。なお、PCCEはキルチネル体制が発足した2003年以降「与党」として政権に参加している。
1997年「社会主義労働者運動」との間で「統一左翼」が再結成され、2001年の選挙では国会で2議席を、2003年には同じく1議席をそれぞれ獲得。
2007年の大統領選挙時には「人権党」と政党連合を組み、同党のルイス・アマンを統一の大統領候補として擁立したが、0.41％の得票で惨敗。

## 現状
党所属もしくは過去に共産党での活動経験のあった有力政治家としてはブエノスアイレス州モロン市の前市長で、現在は共産党を含む左翼勢力による連合体「新たなる出会い」（2009 - )の指導者でもあるマルティン・サバテラ下院議員らが挙げられる。
キルチネル体制発足に伴う党の左傾化で保守色が薄れた与党「正義党」からの提案に対しては、同党が推進している貧困対策を中心に、概ね同調の立場を採っており、クリスティーナ・フェルナンデス現政権が掲げる農畜分野関連の政策（輸出産品への課税方式の見直しなど）に反対する経営者団体らによる「ウエルガ」（ストライキ）と呼ばれる出荷停止を含む抗議活動を政府側が実力行使で鎮圧しようとした際には「援軍」の派遣を申し出るなど、全体的には良好な関係を維持しているものの、ブエノスアイレス市の自治権拡大に伴う「首都圏警察」の創設（2008年）や少数政党に不利な内容（団体としての認定要件の厳格化）が含まれていた「政治改革法案」（2009年成立）などでは反対票を投じている。